# Kaisa Sali
Kaisa Maria Sali (nacida como Kaisa Maria Lehtonen, Helsinki, 14 de agosto de 1981) es una deportista finlandesa que compitió en triatlón y duatlón.
Ganó dos medallas en el Campeonato Mundial de Triatlón de Larga Distancia en los años 2014 y 2015, y una medalla en el Campeonato Europeo de Triatlón de Media Distancia de 2015. Además, obtuvo una medalla en el Campeonato Europeo de Ironman 70.3 de 2017. En duatlón consiguió una medalla en el Campeonato Europeo de 2009.

## Palmarés internacional
| Campeonato Europeo | Campeonato Europeo | Campeonato Europeo | Campeonato Europeo |
| Año                | Lugar              | Medalla            | Prueba             |
| ------------------ | ------------------ | ------------------ | ------------------ |
| 2015               | Rimini (Italia)    | Medalla de oro     | Individual         |

| Campeonato Mundial | Campeonato Mundial | Campeonato Mundial | Campeonato Mundial |
| Año                | Lugar              | Medalla            | Prueba             |
| ------------------ | ------------------ | ------------------ | ------------------ |
| 2014               | Weihai (China)     | Medalla de plata   | Individual         |
| 2015               | Motala (Suecia)    | Medalla de bronce  | Individual         |

| Campeonato Europeo | Campeonato Europeo  | Campeonato Europeo | Campeonato Europeo |
| Año                | Lugar               | Medalla            | Prueba             |
| ------------------ | ------------------- | ------------------ | ------------------ |
| 2017               | Elsinor (Dinamarca) | Medalla de bronce  | Individual         |

| Campeonato Europeo | Campeonato Europeo | Campeonato Europeo | Campeonato Europeo |
| Año                | Lugar              | Medalla            | Prueba             |
| ------------------ | ------------------ | ------------------ | ------------------ |
| 2009               | Budapest (Hungría) | Medalla de bronce  | Individual         |